# 石川町
石川町（日语：／ Ishikawa machi */?）是位於福島縣石川郡轄下的一個城鎮。